# O Menino e a Cerejeira
O Menino e a Cerejeira é um romance de guerra infantil publicado pelo escritor japonês Daisaku Ikeda em 1992 e ilustrado por Brian Wildsmith.

## Enredo
O livro se passa na devastação do Japão pós-guerra. Assim, nesta obra, o autor Daisaku Ikeda dialoga com as crianças ideias como pacifismo e ambientalismo. O personagem principal, um menino chamado Tahiti, salva a vida de uma velha cerejeira que foi queimada em um ataque aéreo e estava prestes a morrer. Ao mesmo tempo, ele aprende a enfrentar a realidade da própria vida e a desafiá-la. No Japão, a cerejeira é símbolo de força, coragem e esperança. Dessa forma, o livro reflete sobre a vida, o amor e o cuidado com o próximo por uma perspectiva infantil.

## Recepção
O Menino e a Cerejeira foi aclamado pela crítica, com o jornal canadense Toronto Star definindo a narrativa como muito mais profunda do que se poderia supor inicialmente. Para a Publishers Weekly, a escrita tranquila de Ikeda é inspirada no jeito inocente e curioso dos protagonistas infantis, de modo a transmitir uma mensagem de crucial importância sem didatismo. A resenha conclui que esta é uma história terna sobre as recompensas da bondade. O livro recebeu várias traduções e foi adaptado para desenho animado, além de servir de base para uma aclamada peça de teatro brasileira.